# Charles-Juste de Torresani-Lanzfeld
Charles-Juste de Torresani-Lanzfeld (né à Cles (actuellement dans le Trentin-Haut-Adige) en 1779, mort à Vérone en 1852), baron de Camponero, est un fonctionnaire autrichien.

## Biographie
Il entre dans l'administration en 1802 et occupe différentes charges à Salzbourg, Padoue et Trévise. Il est nommé directeur de la police à Milan en 1822. En 1833-34, il découvre la conjuration de la Giovine Italia en Lombardie et en 1848, il quitte définitivement la ville après les cinq journées de Milan. Il bénéficie du soutien du chancelier Metternich.

## Descendance
Son petit-fils Karl Franz Ferdinand (né à Milan le 18 avril 1846, mort à Torbole le 12 avril 1907) est un écrivain autrichien. 